# Autoroute A410 (France)
Pour les articles homonymes, voir A410 et Route 410.
En France, l'autoroute A410 relie l'A41 (Villy-le-Pelloux) à A40 (Scientrier), sur le tracé Annecy - tunnel du Mont-Blanc.
Jusqu'en 2008, le tracé de l'A410 constituait l’extrémité nord de l'A41 ; puis ce tracé a été rebaptisé A410 à la suite de l'ouverture du tronçon de l'A41 en direction de Genève (autoroute Liane).
Cette autoroute est concédée à la société AREA. Elle est payante depuis l'A41 jusqu'à La Roche-sur-Foron, gratuite ensuite jusqu'à l'A40.

## Caractéristiques
- 2 × 2 voies

## Historique
- 1981 : ouverture de la section Villy-le-Pelloux – Scientrier (A40).
- 2008 : renommage en A410 à la suite de l'ouverture de la section de Villy-le-Pelloux à Saint-Julien-en-Genevois de l'A41.

## Sorties
Section concédée à AREA et payante.
- Échangeur entre A410 et A41 : Lyon, Grenoble, Chambéry, Annecy (de et vers Grenoble) +  18 Cruseilles à 0 km : Allonzier-la-Caille, Cruseilles
  -  Aires de service des Crêts Blancs (sens Annecy-Chamonix),  de Groisy (sens Chamonix-Annecy) à 4 km
  -  Aires de repos d'Éteaux (sens  Annecy-Chamonix),  d'Évires (sens Chamonix-Annecy) à 14 km
- 19 La Roche-sur-Foron à 18 km : La Roche-sur-Foron
- Échangeur entre A410 et A40 à 25 km : Annemasse, Genève, Chamonix-Mont-Blanc, Turin - Milan, Thonon - Évian

## Départements traversés
L'autoroute A410 est entièrement en Haute-Savoie. Elle passe à côté de La Roche-sur-Foron. Elle culmine à 803 m d'altitude, au col d'Évires.

## Galerie d'images

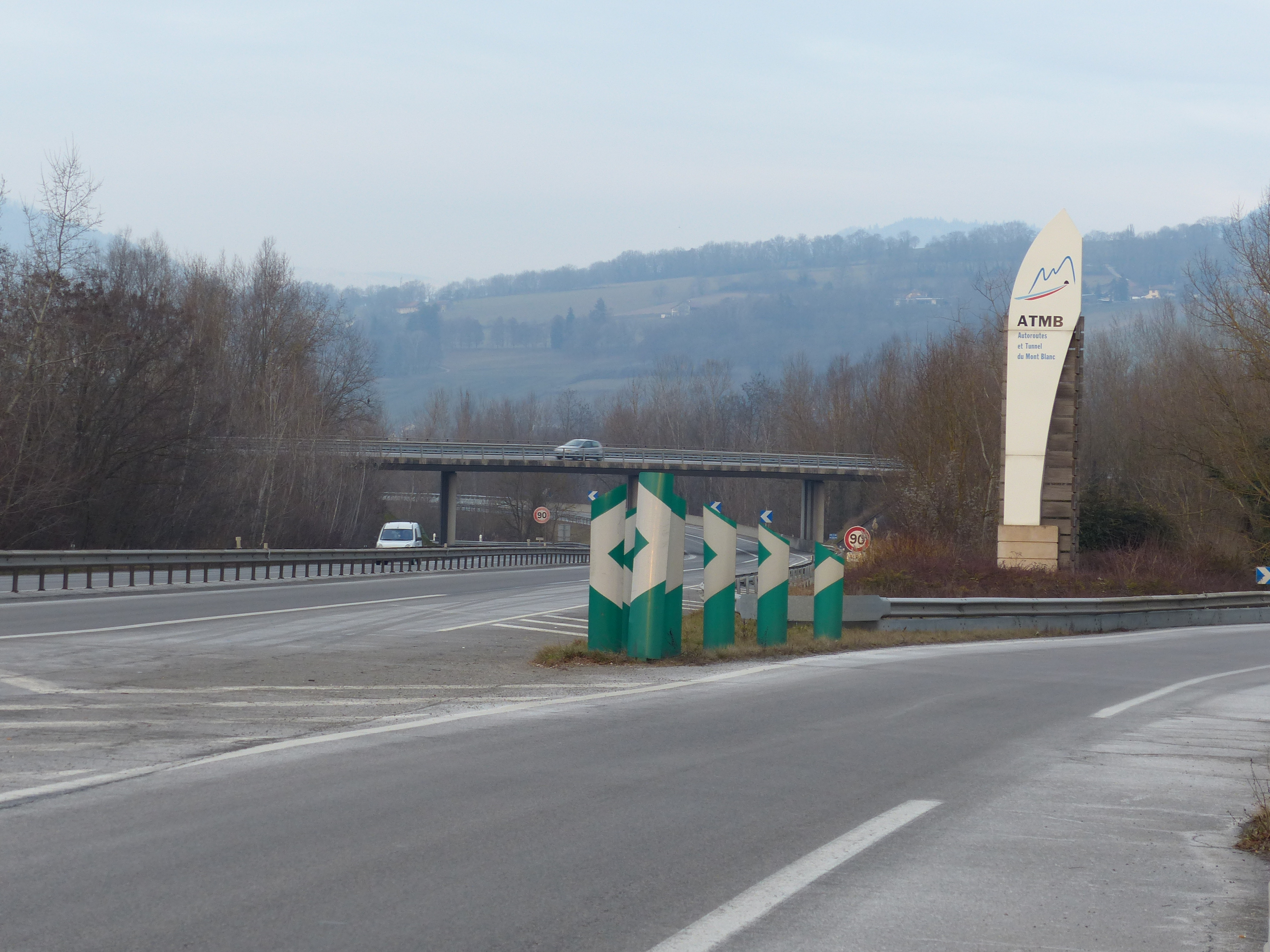
Arrivée sur l'échangeur A410 - A40 en provenance de l'A410
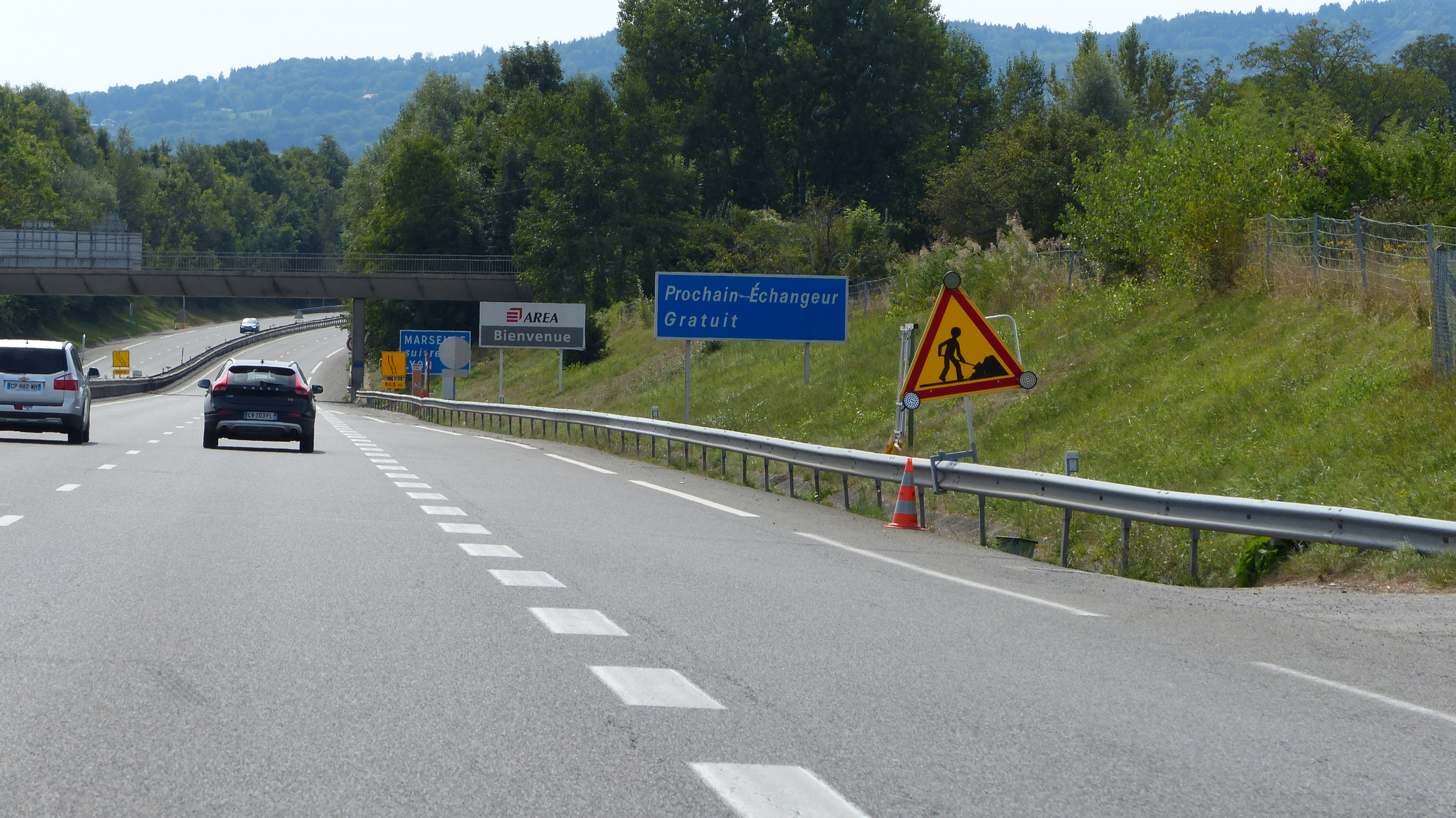
Début de l'A410 en provenance de l'A40
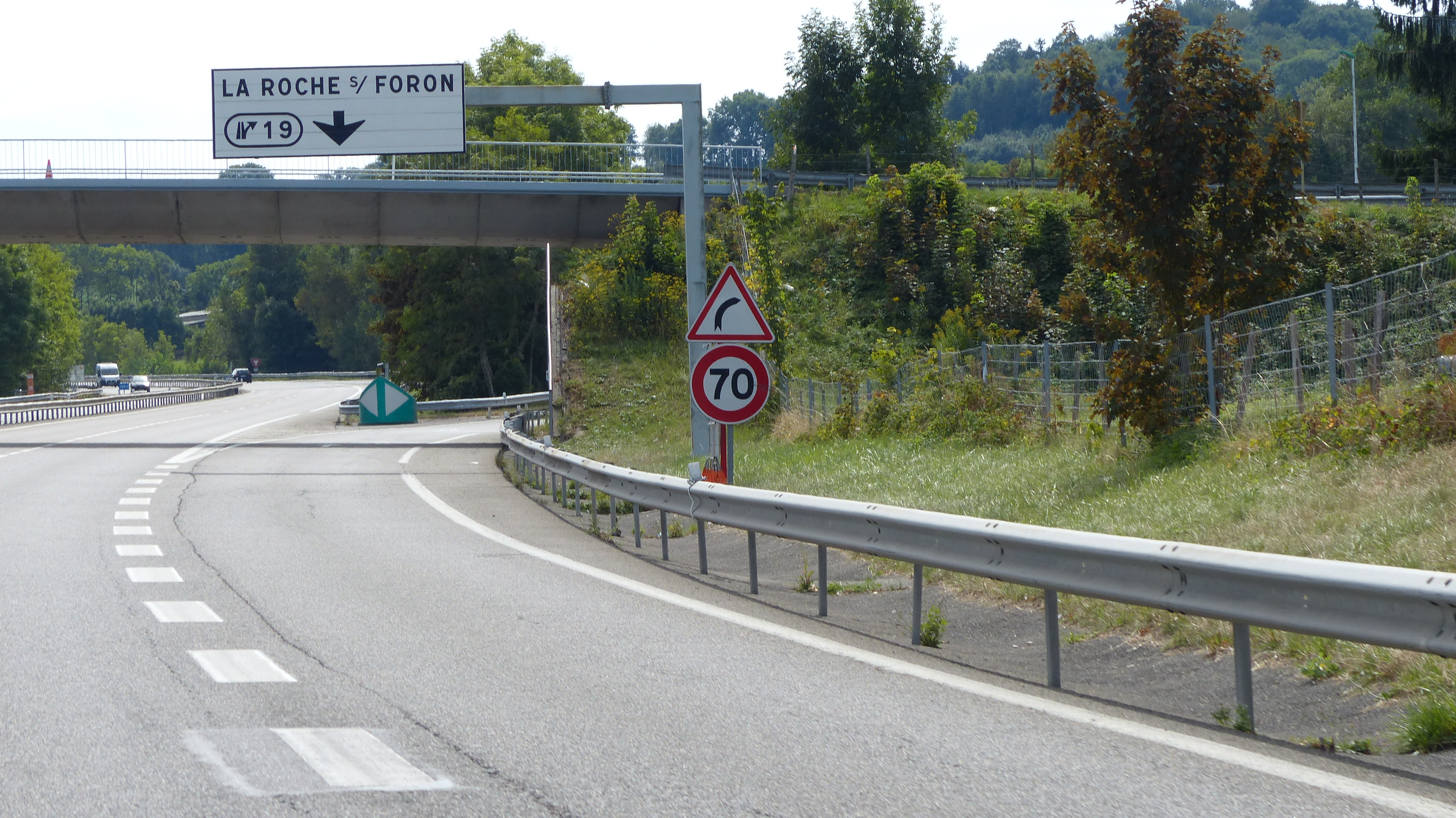
Sortie 19 pour La Roche-sur-Foron
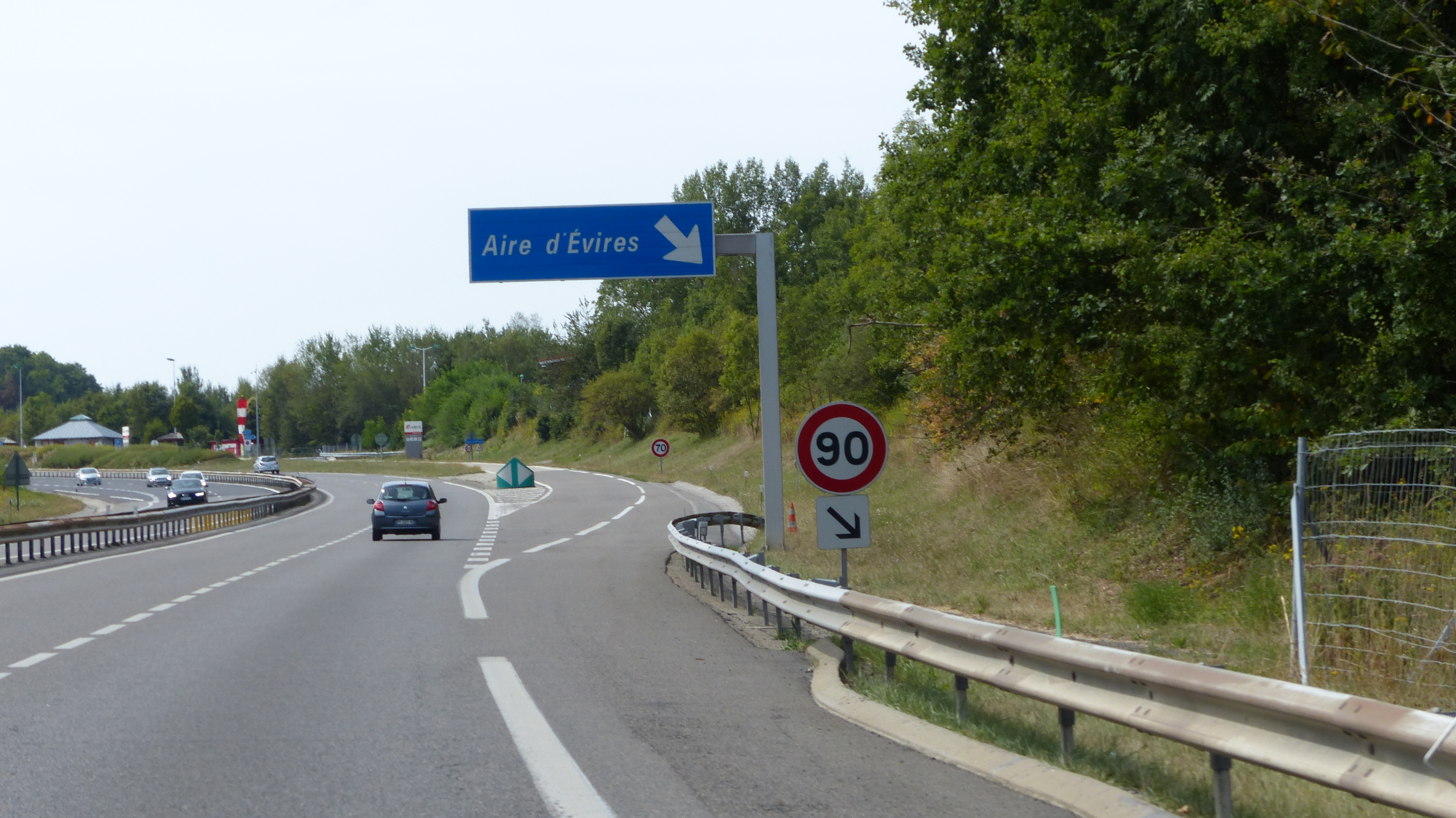
Aire d'Évires
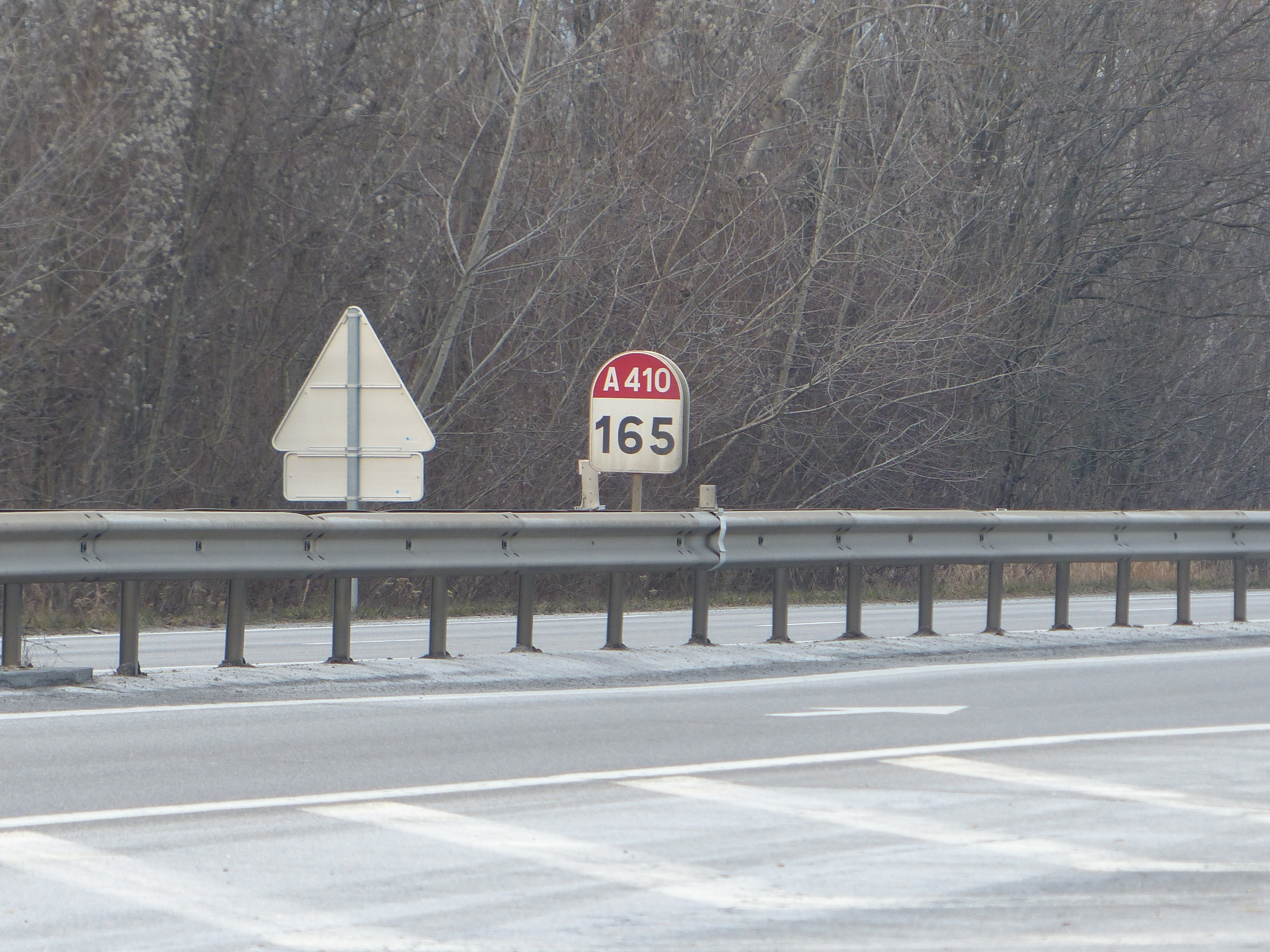
Borne E52a A410 165 km
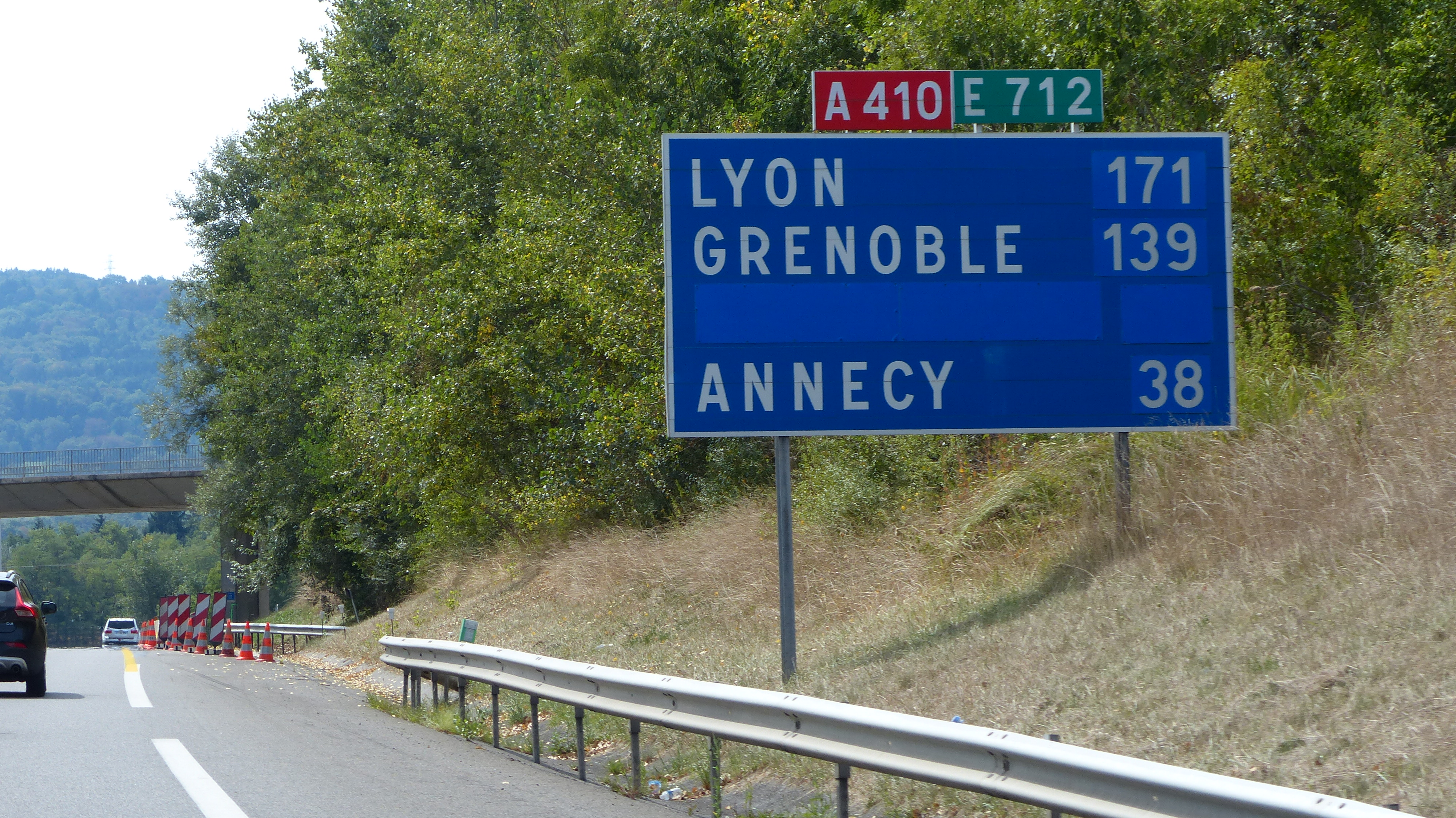
Panneau D61b avec cartouches A410 et E712